# 艾希施泰滕
艾希施泰滕（德語：Aichstetten，發音：[ˈaɪ̯çʃtɛtn̩]）是德国巴登-符腾堡州蒂宾根行政区拉芬斯堡县的市镇，面积33.74平方千米，2023年12月31日人口为2,844人。